# Терской, Аркадий Иванович
Аркадий Иванович Терской (в ряде источников — Терский; 1732—1815) — государственный деятель Российской империи, генерал-рекетмейстер и тайный советник.

## Биография

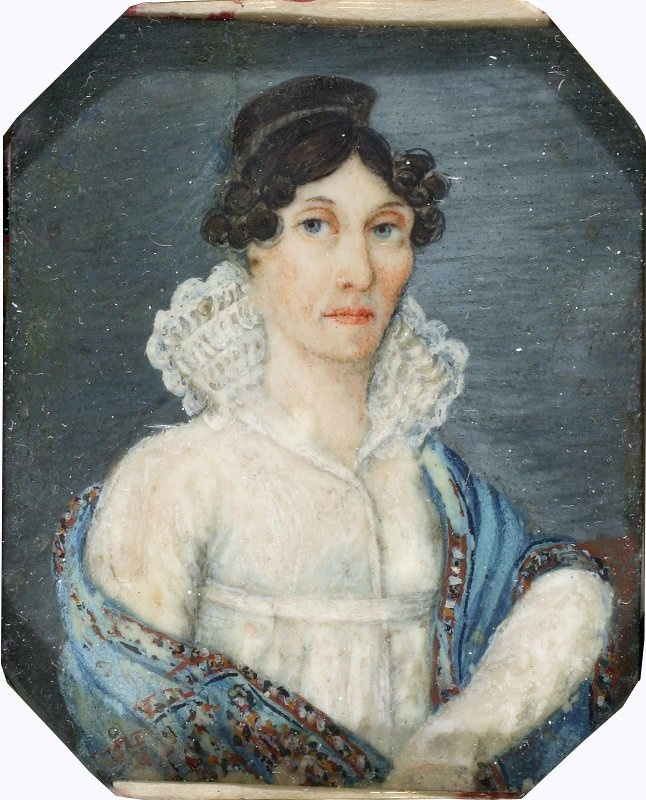
Портрет Екатерины Аркадьевны Мазовской, ур. Терской

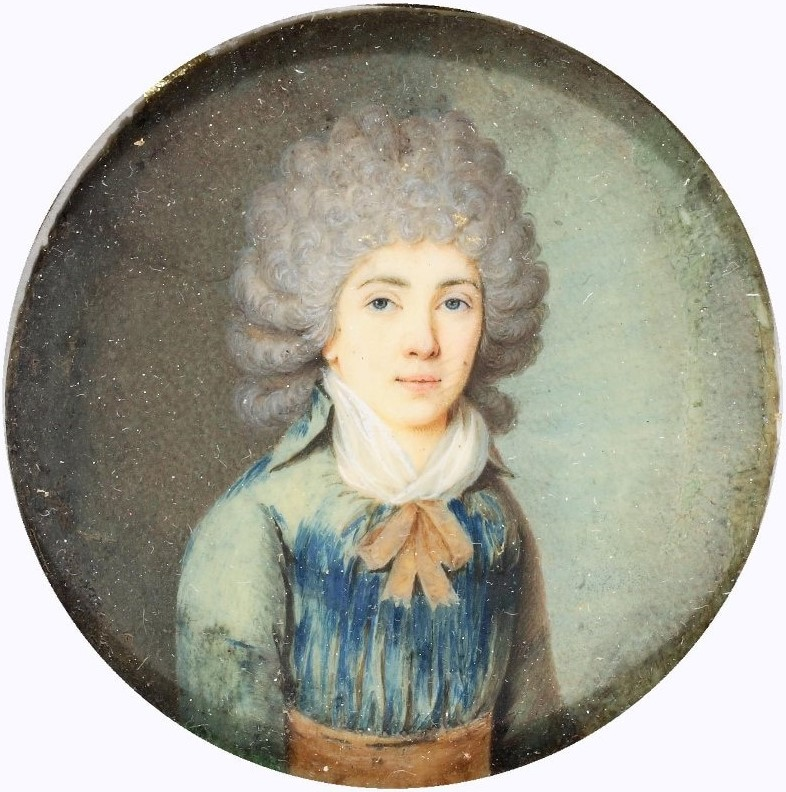
Портрет Надежды Аркадьевны Сонцовой, ур. Терской

Аркадий Терской родился 21 июля 1732 года. На службу вступил в 1744 году, а в 1758 году записан был по определению сената в дворянский список и пожалован коллегии юнкером. 
В 1760 году Аркадий Иванович Терской получил чин коллежского секретаря, в 1763 году был возведён в секретаря капитанского чина, два года спустя определен сенатским секретарем, а в 1775 году назначен (в чине надворного советника с 1769 года) на должность обер-секретаря 1-го департамента Правительствующего сената. 
В 1780 году А. И. Терской был определён на должность генерал-рекетмейстера с возведением в чин статского советника; эту должность он занимал в течение шестнадцати лет. На обязанности генерал-рекетмейстера лежало рассмотрение жалоб на несправедливость и волокиту судебных установлений и составления о них всеподданнейших докладов; ему же подавались прошения на Высочайшее имя. О деятельности Терского в этой должности сохранились вполне ей благожелательные отзывы, один из них говорит даже о данном ему современниками прозвании «защитника правоты». Однако Державин в своих «Записках» дает ему совсем иную характеристику. «Терской, — пишет Державин, — человек хотя умный, дела знавший, но хитрый и совершенный подьячий, готовый всегда угождать сильной стороне». 
В придворных кругах Аркадий Иванович Терской пользовался большим влиянием вследствие расположения к нему императрицы Екатерины II. 
В 1783 году он по Высочайшему указу возведен был в потомственное дворянство и награжден орденом Святого Владимира 2-й степени. 
В 1784 году Терской А. И. получил чин действительного статского советника, а позднее — тайного советника. 
В 1795 году Екатерина II пожаловала ему шестьсот душ в Белостокском краю. 
С вступлением на российский престол Павла І, Tерской в 1796 году был уволен в почётную отставку с награждением орденом Святой Анны 1-й степени. 
Аркадий Иванович Терской скончался 2 августа 1815 года в городе Москве и был похоронен на Старом Донском кладбище.

## Семья
Был женат на Екатерине Ивановне (в девичестве Внукова; 1747—1811). В этом браке родились дети:
- Анна
- Иван — Георгиевский кавалер ( № 946 (520); 26 ноября 1792).
- Григорий
- Екатерина (1769-1832) — в замужестве Мазовская; жена генерал-майора Николая Николаевича Мазовского.
- Надежда (1779-1818) — в замужестве Сонцова.
- Николай
- Константин,
- Александр
- Софья — в замужестве Волконская